# نداخلبیتسه
نداخلبیتسه (به چکی: Nedachlebice) یک منطقهٔ مسکونی در جمهوری چک است که در ناحیه اوهرسکه هرادیشتی واقع شده‌است. نداخلبیتسه ۱۱٫۵۹ کیلومتر مربع مساحت و ۷۹۳ نفر جمعیت دارد و ۲۰۵ متر بالاتر از سطح دریا واقع شده‌است.